# Kowala-Stępocina
Kowala-Stępocina (Kowala) – wieś w Polsce położona w województwie mazowieckim, w powiecie radomskim, w gminie Kowala. Ma status sołectwa.
Oficjalną nazwą wsi jest Kowala-Stępocina, ale gmina używa skróconej formy nazwy Kowala, która pojawiła się w rozporządzaniu o gminach i ich siedzibach.
| SIMC    | Nazwa          | Rodzaj                        |
| ------- | -------------- | ----------------------------- |
| 0627087 | Kowala-Kolonia | część wsi (zmieniona na wieś) |
| 0627093 | Kowalówka      | część wsi (zmieniona na wieś) |

Prywatna wieś szlachecka, położona była w drugiej połowie XVI wieku w powiecie radomskim województwa sandomierskiego. W latach 1954–1972 wieś należała i była siedzibą władz gromady Kowala. W latach 1975–1998 miejscowość administracyjnie należała do województwa radomskiego.
Wieś jest siedzibą rzymskokatolickiej parafii św. Wojciecha.

## Zabytki
- gródek stożkowaty z XIII wieku, na którym wznosiła się wieża rycerska typu „motte”. Wieża została zbudowana przypuszczalnie przez rycerza z rodu Abdank. W 1412 roku odnotowani zostali bracia Pakosz, Duszota i Jan Pakoszek tego herbu. W 2 połowie XV wieku właścicielem wieży był Paweł herbu Bogoria. Gródek na szczycie ma powierzchnię 25 m² i wysokość 4 metrów. Otoczony jest suchą fosą o szerokości 8 metrów i wałem o szerokości 6 metrów. Użytkowany był do przełomu XV/XVI wieku. W dużym stopniu został zniszczony podczas I wojny światowej. Gródek znajduje się około 200 metrów na zachód od kościoła św. Wojciecha.
- Kościół parafialny pod wezwaniem św. Wojciecha z 1796 roku. Parafia erygowana została przed 1326 r., a więc kościół musiał istnieć w tym miejscu już w tym okresie. Drewniany kościół wzmiankowano w 1400 r. Kolejny drewniany wzniesiony został w 1784, lecz spłonął od pioruna w 1794. Obecna świątynia zbudowana została w latach 1796–1806, z fundacji Jana Nepomucena Rogowskiego, starosty zawichojskiego i jego żony Marianny z Mireckich oraz Jana Nepomucena Jasińskiego i jego żony Eleonory z Rogowskich. Kościół został konsekrowany 19 października 1806. Świątynia była restaurowana w 1967.
- Cmentarz parafialny z początku XIX wieku.